# Захеј Јерусалимски
Свети Захеј Јерусалимски (Закеј или Закхеј) (око 111/113. - 116.) је хришћански светитељ из 2. века. Био је четврти по реду епископ града Јерусалима. 
У његово време избио је други Други јеврејско-римски рат (115.-117.).
Прославља се на дан 23. августа.